# Álgebra del espacio-tiempo
En física matemática, el álgebra del espacio-tiempo (STA) es un nombre para el álgebra de Clifford Cl 1,3 ( R ), o también para el álgebra geométrica G(M4) . Según David Hestenes, el álgebra del espacio-tiempo puede estar particularmente asociado con la geometría de la relatividad especial y el espacio-tiempo relativista.
Es un espacio vectorial que permite que no solo vectores, sino también bivectores (cantidades dirigidas asociadas con planos particulares, como áreas o rotaciones) o láminas (cantidades asociadas con hipervolúmenes particulares) se combinen, así como roten, reflejen, o se impulsen por Lorentz. También es el álgebra parental natural de los espinores en la relatividad especial. Estas propiedades permiten que muchas de las ecuaciones más importantes de la física se expresen en formas particularmente simples y pueden ser muy útiles para una comprensión geométrica de sus significados.

## Estructura
El álgebra del espacio-tiempo se puede construir a partir de una base ortogonal de un vector similar al tiempo {\displaystyle \gamma _{0}} y tres vectores espaciales, {\displaystyle \{\gamma _{1},\gamma _{2},\gamma _{3}\}}, con la regla de la multiplicación
{\displaystyle \gamma _{\mu }\gamma _{\nu }+\gamma _{\nu }\gamma _{\mu }=2\eta _{\mu \nu }}
dónde {\displaystyle \eta _{\mu \nu }} es la métrica de Minkowski con firma (+ − − −) .
Por lo tanto, {\displaystyle \gamma _{0}^{2}={+1}}, {\displaystyle \gamma _{1}^{2}=\gamma _{2}^{2}=\gamma _{3}^{2}={-1}}, de lo contrario {\displaystyle \gamma _{\mu }\gamma _{\nu }=-\gamma _{\nu }\gamma _{\mu }} .
Vectores de base {\displaystyle \gamma _{k}} comparten estas propiedades con las matrices de Dirac, pero no es necesario utilizar una representación de matriz explícita en STA.
Esto genera una base de un escalar {\displaystyle \{1\}}, cuatro vectores {\displaystyle \{\gamma _{0},\gamma _{1},\gamma _{2},\gamma _{3}\}}, seis bivectores {\displaystyle \{\gamma _{0}\gamma _{1},\,\gamma _{0}\gamma _{2},\,\gamma _{0}\gamma _{3},\,\gamma _{1}\gamma _{2},\,\gamma _{2}\gamma _{3},\,\gamma _{3}\gamma _{1}\}}, cuatro pseudovectores {\displaystyle \{i\gamma _{0},i\gamma _{1},i\gamma _{2},i\gamma _{3}\}} y un pseudoescalar {\displaystyle \{i\}}, dónde {\displaystyle i=\gamma _{0}\gamma _{1}\gamma _{2}\gamma _{3}} .

## Marco recíproco
Asociado con la base ortogonal {\displaystyle \{\gamma _{\mu }\}} es la base recíproca {\displaystyle \{\gamma ^{\mu }={\gamma _{\mu }}^{-1}\}} por {\displaystyle \mu =0,\dots ,3}, satisfaciendo la relación
{\displaystyle \gamma _{\mu }\cdot \gamma ^{\nu }={\delta _{\mu }}^{\nu }.}
Estos vectores de trama recíprocos se diferencian sólo por un signo, con {\displaystyle \gamma ^{0}=\gamma _{0}}, y {\displaystyle \gamma ^{k}=-\gamma _{k}} por {\displaystyle k=1,\dots ,3} .
Un vector puede estar representado en coordenadas de índice superior o inferior {\displaystyle a=a^{\mu }\gamma _{\mu }=a_{\mu }\gamma ^{\mu }} con suma sobre {\displaystyle \mu =0,\dots ,3}, según la notación de Einstein, donde las coordenadas se pueden extraer tomando productos escalares con los vectores base o sus recíprocos.
{\displaystyle {\begin{aligned}a\cdot \gamma ^{\nu }&=a^{\nu }\\a\cdot \gamma _{\nu }&=a_{\nu }.\end{aligned}}}

## Gradiente de espacio-tiempo
El gradiente del espacio-tiempo, como el gradiente en un espacio euclidiano, se define de manera que se satisfaga la relación de derivada direccional:
{\displaystyle a\cdot \nabla F(x)=\lim _{\tau \rightarrow 0}{\frac {F(x+a\tau )-F(x)}{\tau }}.}
Esto requiere que la definición del gradiente sea
{\displaystyle \nabla =\gamma ^{\mu }{\frac {\partial }{\partial x^{\mu }}}=\gamma ^{\mu }\partial _{\mu }.}
Escrito explícitamente con {\displaystyle x=ct\gamma _{0}+x^{k}\gamma _{k}}, estos parciales son
{\displaystyle \partial _{0}={\frac {1}{c}}{\frac {\partial }{\partial t}},\quad \partial _{k}={\frac {\partial }{\partial {x^{k}}}}}

## División del espacio-tiempo
En el álgebra del espacio-tiempo, una división del espacio-tiempo es una proyección desde un espacio de cuatro dimensiones en un espacio (3 + 1) -dimensional con un marco de referencia elegido por medio de las siguientes dos operaciones:
- un colapso del eje de tiempo elegido, produciendo un espacio 3D atravesado por bivectores
- una proyección del espacio 4D sobre el eje de tiempo elegido, produciendo un espacio 1D de escalares.[3]

Esto se logra mediante la multiplicación previa o posterior mediante el vector base similar al tiempo {\displaystyle \gamma _{0}}, que sirve para dividir un vector de cuatro en un componente escalar de tipo temporal y uno bivector espacial. Con {\displaystyle x=x^{\mu }\gamma _{\mu }} tenemos:
{\displaystyle {\begin{aligned}x\gamma _{0}&=x^{0}+x^{k}\gamma _{k}\gamma _{0}\\\gamma _{0}x&=x^{0}-x^{k}\gamma _{k}\gamma _{0}\end{aligned}}}
Como estos bivectores {\displaystyle \gamma _{k}\gamma _{0}} cuadradas a la unidad, sirven como base espacial. Utilizando la notación de matrices de Pauli, estos se escriben {\displaystyle \sigma _{k}=\gamma _{k}\gamma _{0}} . Los vectores espaciales en STA se indican en negrita; luego con {\displaystyle \mathbf {x} =x^{k}\sigma _{k}} la {\displaystyle \gamma _{0}} -espacio-tiempo dividido {\displaystyle x\gamma _{0}} y su reverso {\displaystyle \gamma _{0}x} son:
{\displaystyle {\begin{aligned}x\gamma _{0}&=x^{0}+x^{k}\sigma _{k}=x^{0}+\mathbf {x} \\\gamma _{0}x&=x^{0}-x^{k}\sigma _{k}=x^{0}-\mathbf {x} \end{aligned}}}

## División multivector
El álgebra del espacio-tiempo no es un álgebra de división, porque contiene elementos idempotentes {\displaystyle {\tfrac {1}{2}}(1\pm \gamma _{0}\gamma _{i})} y divisores de cero distintos de cero: {\displaystyle (1+\gamma _{0}\gamma _{i})(1-\gamma _{0}\gamma _{i})=0} . Estos pueden interpretarse como proyectores sobre las relaciones de cono de luz y ortogonalidad para dichos proyectores, respectivamente. Pero en algunos casos es posible dividir una cantidad multivector por otra, y darle sentido al resultado: así, por ejemplo, un área dirigida dividida por un vector en el mismo plano da otro vector, ortogonal al primero.

## Descripción del álgebra del espacio-tiempo de la física no relativista

### Mecánica cuántica no relativista
El álgebra del espacio-tiempo permite la descripción de la partícula de Pauli en términos de una teoría real en lugar de una teoría matricial. La descripción de la teoría matricial de la partícula de Pauli es:
{\displaystyle i\hbar \,\partial _{t}\Psi =H_{S}\Psi -{\frac {e\hbar }{2mc}}\,{\hat {\sigma }}\cdot \mathbf {B} \Psi ,}
dónde {\displaystyle i} es la unidad imaginaria sin interpretación geométrica, {\displaystyle {\hat {\sigma }}_{i}} son las matrices de Pauli (con la notación 'sombrero' que indica que {\displaystyle {\hat {\sigma }}} es un operador matricial y no un elemento en el álgebra geométrica), y {\displaystyle H_{S}} es el hamiltoniano de Schrödinger. En el álgebra del espacio-tiempo, la partícula de Pauli se describe mediante la ecuación real de Pauli-Schrödinger: 
{\displaystyle \partial _{t}\psi \,i\sigma _{3}\,\hbar =H_{S}\psi -{\frac {e\hbar }{2mc}}\,\mathbf {B} \psi \sigma _{3},}
donde ahora {\displaystyle i} es la unidad pseudoescalar {\displaystyle i=\sigma _{1}\sigma _{2}\sigma _{3}}, y {\displaystyle \psi } y {\displaystyle \sigma _{3}} son elementos del álgebra geométrica, con {\displaystyle \psi } incluso un multivector; {\displaystyle H_{S}} es de nuevo el hamiltoniano de Schrödinger. Hestenes se refiere a esto como la teoría real de Pauli-Schrödinger para enfatizar que esta teoría se reduce a la teoría de Schrödinger si se elimina el término que incluye el campo magnético.

## Descripción del álgebra del espacio-tiempo de la física relativista

### Mecánica cuántica relativista
La función de onda cuántica relativista a veces se expresa como un campo espinor, es decir:[cita requerida]
{\displaystyle \psi =e^{{\frac {1}{2}}(\mu +\beta i+\phi )},}
dónde {\displaystyle \phi } es un bivector y
{\displaystyle \psi =R(\rho e^{i\beta })^{\frac {1}{2}},}
donde, según su derivación por David Hestenes, {\displaystyle \psi =\psi (x)} es incluso una función multivectorial en el espacio-tiempo, {\displaystyle R=R(x)} es un espinor unimodular (o "rotor"  ), y {\displaystyle \rho =\rho (x)} y {\displaystyle \beta =\beta (x)} son funciones con valores escalares.
Esta ecuación se interpreta como la conexión del espín con el pseudoescalar imaginario. {\displaystyle R} se ve como una rotación de Lorentz en la que un marco de vectores {\displaystyle \gamma _{\mu }} en otro marco de vectores {\displaystyle e_{\mu }} por la operación {\displaystyle e_{\mu }=R\gamma _{\mu }{\tilde {R}}}, donde el símbolo de tilde indica el reverso (el reverso a menudo también se denota con el símbolo de la daga, ver también Rotaciones en álgebra geométrica ).
Esto se ha ampliado para proporcionar un marco para observaciones con valores escalares y vectoriales que varían localmente y apoyan la interpretación de Zitterbewegung de la mecánica cuántica propuesta originalmente por Schrödinger.
Hestenes ha comparado su expresión para {\displaystyle \psi } con la expresión de Feynman para ello en la formulación integral de caminos:
{\displaystyle \psi =e^{i\Phi _{\lambda }/\hbar },}
dónde {\displaystyle \Phi _{\lambda }} es la acción clásica a lo largo del camino {\displaystyle \lambda }.
El álgebra del espacio-tiempo permite una descripción de la partícula de Dirac en términos de una teoría real en lugar de una teoría matricial. La descripción de la teoría matricial de la partícula de Dirac es:
{\displaystyle {\hat {\gamma }}^{\mu }(\mathbf {j} \partial _{\mu }-e\mathbf {A} _{\mu })|\psi \rangle =m|\psi \rangle ,}
donde {\displaystyle {\hat {\gamma }}} son las matrices de Dirac. En el álgebra del espacio-tiempo, la partícula de Dirac se describe mediante la ecuación:
{\displaystyle \nabla \psi \,i\sigma _{3}-\mathbf {A} \psi =m\psi \gamma _{0}}
Aquí, {\displaystyle \psi } y {\displaystyle \sigma _{3}} son elementos del álgebra geométrica, y {\displaystyle \nabla =\gamma ^{\mu }\partial _{\mu }} es la derivada del vector del espacio-tiempo.

### Una nueva formulación de la relatividad general
Lasenby, Doran y Gull de la Universidad de Cambridge han propuesto una nueva formulación de la gravedad, denominada gravedad de la teoría de gauge (GTG), en la que el álgebra del espacio-tiempo se utiliza para inducir la curvatura en el espacio de Minkowski mientras se admite una simetría de gauge bajo una "reasignación arbitraria y suave de eventos en el espacio-tiempo. "(Lasenby, et al.); una derivación no trivial conduce a la ecuación geodésica,
{\displaystyle {\frac {d}{d\tau }}R={\frac {1}{2}}(\Omega -\omega )R}
y la derivada covariante
{\displaystyle D_{\tau }=\partial _{\tau }+{\frac {1}{2}}\omega ,}
dónde {\displaystyle \omega } es la conexión asociada con el potencial gravitacional, y {\displaystyle \Omega } es una interacción externa como un campo electromagnético.
La teoría muestra cierta promesa para el tratamiento de los agujeros negros, ya que su forma de la solución de Schwarzschild no se descompone en las singularidades; la mayoría de los resultados de la relatividad general se han reproducido matemáticamente, y la formulación relativista de la electrodinámica clásica se ha extendido a la mecánica cuántica y la ecuación de Dirac.